# Montescano
Montescano es una localidad y comune italiana de la provincia de Pavía, región de Lombardía, con 398 habitantes.

## Evolución demográfica
| Gráfica de evolución demográfica de Montescano entre 1861 y 2001 |
|                                                                  |
| Fuente ISTAT - elaboración gráfica de Wikipedia                  |